# St. Petersburg Ska-Jazz Review
St. Petersburg Ska-Jazz Review – rosyjski zespół muzyczny grający muzykę z gatunku ska jazz. Został założony w 2001 roku jako poboczny projekt członków petersburskich zespołów Spitfire oraz Markscheider Kunst. Główną ideą stworzenia projektu muzycznego było nagrywanie jazzowych standardów w stylu takich piosenek jak Sidewinder, Corcovado, More czy Four w aranżacji  skajazzowej.

## Skład zespołu[1]
- Margarita Kasarjewa - wokal
- Siergiej Efremenko - gitara
- Władimir Matuszkin - gitara
- Kirył Oskin - gitara basowa
- Denis Kupczow - instrumenty perkusyjne
- Danił Prokopjew - perkusja
- Kirył Ipatow - perkusja
- Wiaczesław Bystrow - keyboard
- Iwan Njekłudow - saksofon barytonowy i tenorowy
- Anton Wisznajkow - puzon
- Ałeksandr Płjuskin - trąbka

## Dyskografia[2]

### Albumy studyjne
- Ska Jazz Review (2002)
- Too Good To Be True (2005)
- Elephant Riddim (2015)
- Сборная Ленинграда (2015)

### Minialbumy
- Ska Jazz Review (2002)

### Albumy koncertowe
- 18 ноября — Live at Red Club (2006)